# 샌타크루즈 오퍼레이션
샌타크루즈 오퍼레이션(Santa Cruz Operation, Inc., 보통 SCO로 알려져 있으며 개별 문자나 단어로 발음됨)는 캘리포니아주 샌타크루즈에 본사를 둔 미국 소프트웨어 회사로 인텔 x86 프로세서용 세 가지 유닉스 운영 체제 변형을 판매한 것으로 가장 잘 알려져 있다. 해당 x86 프로세서의 경우 제닉스, SCO UNIX(나중에 SCO 오픈데스크톱 및 SCO 오픈서버로 알려짐) 및 유닉스웨어가 포함된다.
SCO는 1979년 래리 미첼스와 그의 아들 더그 미첼스에 의해 설립되었으며 컨설팅 및 유닉스 포팅 회사로 시작되었다. 마이크로소프트와의 초기 참여로 SCO는 인텔 기반 PC에서 제닉스 제품을 제작하게 되었다. SCO의 성공을 이끈 근본적인 통찰력은 이전에는 훨씬 더 비싼 미니컴퓨터에서만 가능했던 비즈니스 애플리케이션 컴퓨팅 성능과 처리량을 제공하는 상용 마이크로프로세서 하드웨어의 표준 "개방형 시스템" 운영 체제에 대한 대규모 시장이 있다는 것이다. SCO는 결국 15,000개 규모의 부가가치 리셀러로 구성된 대규모 커뮤니티를 구축했으며 중소기업에 대한 판매의 대부분이 이러한 리셀러를 통해 이루어졌다. 이 커뮤니티는 회사의 산타 크루즈 문화를 반영하는 경치 좋은 환경에서 개최된 연례 SCO 포럼 컨퍼런스에서 잘 드러났다. SCO는 또한 SCO 기반 시스템이 각 소매점 또는 레스토랑 체인점에 배포된 복제된 사이트 공간에 기업 고객을 보유하고 있었다.